# Nuits d'Arabie (film, 1937)
Pour les articles homonymes, voir Nuits d'Arabie et Ali Baba.
Pour plus de détails, voir Fiche technique et Distribution.
Nuits d'Arabie (Ali Baba Goes to Town) est un film américain réalisé par David Butler, sorti en 1937.

## Synopsis
Alors qu'un studio de cinéma hollywoodien tente d'adapter sur écran le conte Les Mille et Une Nuits, un sans abris clochard parvient à s'introduire sur le plateau et se cache dans un coin pour dormir. Il va alors rêver qu'il se trouve dans la Bagdad oriental comme vizir du sultan local.

## Fiche technique
- Titre original : Ali Baba Goes to Town
- Titre français : Nuits d'Arabie
- Réalisation : David Butler, assisté de James Tinling (non crédité)
- Scénario : Harry Tugend et Jack Yellen d'après une histoire de C. Graham Baker et Gene Fowler
- Musique : Louis Silvers
- Art Dir : Bernard Herzbrun
- Decor : Thomas Little
- Photographie : Ernest Palmer
- Montage : Irene Morra
- Pays d'origine : États-Unis
- Genre : musical
- Date de sortie : 1937

## Distribution
- Eddie Cantor : Ali Baba
- Tony Martin : Youssouf / Tony Martin
- Roland Young : Sultan
- June Lang : Princesse Miriam / June Lang
- Gypsy Rose Lee : Sultane / Louise Hovick
- Raymond Scott : Chef d'orchestre
- John Carradine : Ishak / Broderick
- Virginia Field : Dinah
- Alan Dinehart : Boland
- Douglass Dumbrille : Prince Musah
- Warren Hymer : Clochard
- Stanley Fields : Clochard
- Paul Hurst : Capitaine
- Douglas Wood : Selim
- Ferdinand Gottschalk : Chef conseiller
- Charles Lane : Docteur
- Jeni Le Gon : Danseuse
- Peters Sisters